# Билютай (Бичурский район)
Билюта́й (бур. Бүлюутэ) — село в Бичурском районе Бурятии. Административный центр сельского поселения «Билютайское».

## География
Расположено на левом берегу реки Хилок, на региональной автодороге 03К-006 Улан-Удэ — Тарбагатай — Окино-Ключи, в 59 км к северо-западу от районного центра — села Бичура.

## История
Билютай основан в 1815 году староверами, добровольно переселившимися в Сибирь.

## Население
| 2002 | 2010 | 2012 | 2013 | 2014 | 2015 | 2016 |
| ---- | ---- | ---- | ---- | ---- | ---- | ---- |
| 546  | ↘507 | ↘489 | ↘480 | ↘473 | ↘458 | ↘448 |
| 2017 | 2018 | 2019 | 2020 | 2021 | 2023 | 2024 |
| ↘438 | ↘418 | ↘407 | ↘398 | ↘320 | ↘302 | ↘295 |
| 2025 |      |      |      |      |      |      |
| ↘293 |      |      |      |      |      |      |

## Достопримечательности

### Церковь
Покровская церковь — православный храм, относится к Улан-Удэнской епархии Бурятской митрополии Русской православной церкви.